# Otto Kannengießer

Otto Kannengießer

Otto Kannengießer (* 19. August 1893 in Perleberg; † 9. Oktober 1958) war ein deutscher Politiker (NSDAP).

## Leben und Wirken
Nach dem Schulbesuch trat Kannengießer 1912 in das Garde-Füsilier-Regiment in Berlin ein. Ab 1914 nahm er mit diesem am Ersten Weltkrieg teil: Nachdem er im Dezember 1914 in Russland verwundet und 1915 zum Unteroffizier befördert worden war, wurde Kannengießer 1916 zum 2. Garde-Regiment zu Fuß versetzt. Nach dem Krieg, in dem er das Eiserne Kreuz II. Klasse erwarb, arbeitete Kannengießer als Dachdeckermeister.
Zum 1. Mai 1930 schloss Kannengießer sich der NSDAP an (Mitgliedsnummer 292.173). In dieser brachte er es zum Kreisleiter und Beauftragten der NSDAP für Westprignitz und Wittenberge. Nach 1933 amtierte er zudem als Vorstandsmitglied der Handwerkskammer von Berlin, als stellvertretender Reichsinnungsmeister des Dachdeckerhandwerks.
Von März 1932 bis zum Herbst 1933 saß Kannengießer als Abgeordneter im Preußischen Landtag. Anschließend gehörte er von November 1933 bis zum Ende der NS-Herrschaft im Frühjahr 1945 dem nationalsozialistischen Reichstag als Abgeordneter für den Wahlkreis 4 (Potsdam) an. Hinzu kamen das Amt des 1. Kreisdeputierten des Kreises Westprignitz.